# جينيفر هوارد (سياسية كندية)
جينيفر هوارد (بالإنجليزية: Jennifer Howard)‏ هي سياسية في مانيتوبا، كندا. تم انتخابها للجمعية التشريعية في مانيتوبا في انتخابات المقاطعة في عام 2007 ، في منطقة فورت روج الانتخابية. تعتبر هوارد عضوة في الحزب الديمقراطي الجديد.
ولدت هوارد في براندون حيث تخرجت من جامعة براندون. كانت المرشحة الفيدرالية للحزب الديمقراطي الجديد في براندون - سوريس في انتخابات عام 1997، لكنها خسرت أمام ريك بوروتسيك. انتقلت إلى وينيبيغ في عام 1998.
قبل انتخابها للمجلس التشريعي، عملت هوارد كمستشارة للسياسة مع رئيس الوزراء غاري دويرعلى قضايا الرعاية الصحية وكمديرة تنفيذية لعيادة صحة المرأة. عملت أيضًا في مجالس إدارة الممرضات المسجلات في مانيتوبا ، والمركز الكندي للبدائل السياسية (مانيتوبا) ، ومركز راينبو للموارد، وجامعة ريجنتس في جامعة وينيبيغ. لُقبت بالمرأة المتميزة في عام 1999 من قبل براندون YWCA. كما حصلت أيضًا على جائزة مجتمع البناء من لامدا بيزنس ونادى المحترفين في وينيبيج وهي منظمة تضم رجال أعمال مثليين.
انتُخبت هوارد في MLA في فورت روج في عام 2007. وشغلت منصب نائبة رئيس لجنة الحسابات العامة. وفي نوفمبر / تشرين الثاني 2009 ، تم تعيينها وزيرة العمل والهجرة، بالإضافة إلى مسؤوليتها عن الأشخاص ذوي الإعاقة ووضع المرأة، وكانت مكلفة ايضاً بإدارة قانون تعويض العمال.
استقالت هوارد من منصبها الوزاري في 3 نوفمبر 2014 إلى جانب تيريزا أوزوالد، وإرين سيلبي، وستان شتروثرز، وأندرو سوان بسبب المخاوف بشأن قيادة بريمير سيلنجر.